# راملسبيرغيت
راملسبيرغيت هو معدن من معادن الزرنيخيد للنيكل يكون التركيب الكيميائي لوحدته البلورية على الشكل NiAs2.
يوجد المعدن على شكل كتلي أو حبيبي وهو ذون لون يتراوح بين الفضي والرمادي.
اكتشف هذا المعدن العالم الجيولوجي فلهيلم فون هايدنغر Wilhelm Karl Ritter von Haidinger سنة 1845 ووصفه وأطلق عليه هذا الاسم نسبة إلى عال المعادن والجيولوجي كارل فريدريش آوغست راملسبيرغ Karl Friedrich August Rammelsberg.